# عامل استعدادیابی
عامل استعدادیابی (انگلیسی: Talent agent) به فرد یا شرکتی اطلاق می‌شود که برای بازیگران، نویسندگان، کارگردانان، تهیه‌کنندگان، موسیقیدانان، مدل‌ها، ورزشکاران حرفه‌ای، فیلم‌نامه‌نویسان، خبرنگاران و سایر حرفه‌ای‌های فعال در صنعت سرگرمی، مشاغل مورد نیاز را پیدا می‌کنند. شرکت‌های استعدادیابی، با ایجاد بخش‌های درون سازمانی یا ایجاد آژانس‌های تخصصی و بنگاه‌های استعدادیابی، اقدام به جستجو و جذب استعدادهای مورد نیاز متقاضیان خود می‌نمایند. این آژانس‌ها در زمینه‌هایی چون مدل سازی، تجارت، ادبیات، تبلیغات و آگهی، روزنامه‌نگاری، ورزش، موسیقی و بسیاری از شاخه‌های دیگر فعالیت می‌نمایند.